# Aston Martin Short Chassis Volante
La Short Chassis Volante è una autovettura gran turismo prodotta dalla Aston Martin dal 1965 al 1966. È anche conosciuta come Short Wheel Base (SWB) Volante. Le due denominazioni significano, rispettivamente, telaio e passo corto.

## Contesto

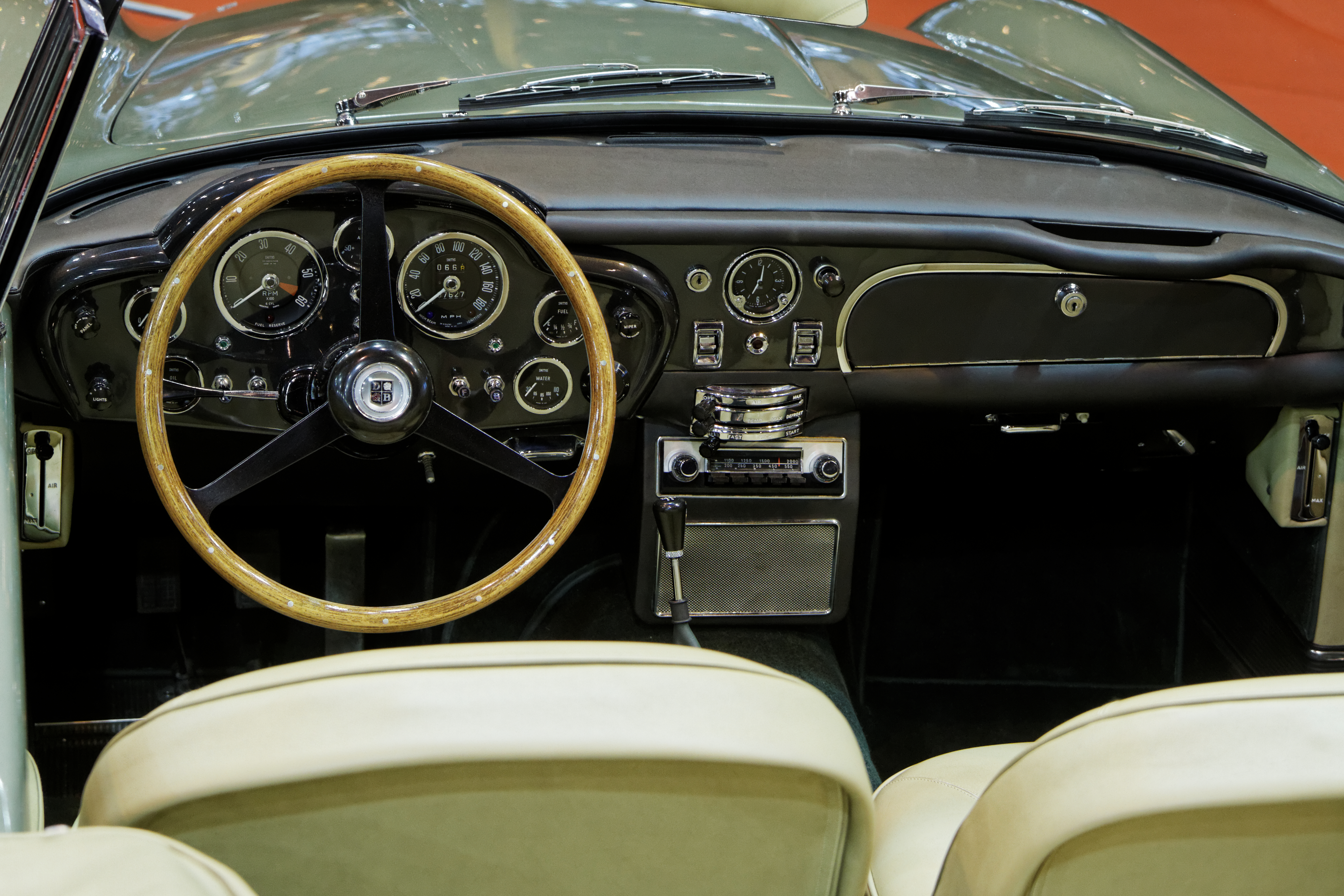
Interni

È stata la prima Aston Martin ad avere il termine italiano "Volante" nel nome. Poiché fu la prima vettura della Casa automobilistica britannica ad essere denominata "Volante", le versioni cabriolet dei due modelli antecedenti DB4 e DB5 dovrebbero essere più correttamente chiamate Convertible (cioè “cabriolet”), e non "Volante".
Il modello era sostanzialmente una via di mezzo tra la precedente DB5 e la successiva DB6. Dalla prima ereditò il telaio, mentre con la seconda condivise i paraurti, la parte posteriore, il circuito di raffreddamento dell'olio e gli interni in pelle. La Short Chassis Volante era comunque più simile alla DB5. Il termine “corto” nella denominazione derivava dal fatto che la DB6 aveva un passo più lungo. Le dimensioni della DB5 erano invece simili a quelle della Short Chassis Volante.
Solamente 37 esemplari furono prodotti tra l'ottobre del 1965 all'ottobre del 1966.
Fu prodotta in un'unica carrozzeria, roadster due porte. La trazione era posteriore, mentre il motore era montato anteriormente. Quest'ultimo fu progettato da Tadek Marek ed era un sei cilindri in linea da 3.995 cm³ di cilindrata.